# Trachymyrmex agudensis
Trachymyrmex agudensis är en myrart som beskrevs av Kempf 1967. Trachymyrmex agudensis ingår i släktet Trachymyrmex och familjen myror. Inga underarter finns listade i Catalogue of Life.